# NASA TV
NASA TV (izvorno NASA select) je televizijska postaja u vlasništvu američke svemirske agencije NASA. NASA TV emitira se putem satelita i preko interneta. Na ovoj televizijskoj postaji prikazuju se razne znanstvene emisije te razni prijenosi (uživo) svemirskih misija, lansiranja, itd. Do 2005. godine ova televizijska postaja rabila je analogni prijenos, od 2005. godine koristi digitalni prijenos.

## Programi
NASA TV prikazuje četiri programa.
- općejavni program koji 24 sata dnevno prikazuje dokumentarne filmove i prijenose uživo.
- obrazovni program na kojemu se prikazuje znanstveni program.
- program posvećen svemiru gdje se prikazuju NASA-ine svemirske misije.
- medijski program na kojem se prikazuju konferencije za novinare, intervjui i ostali program za medije.

## Nagrade
2009. godine NASA TV dobila je dvije nagrade Emmy. 